# Reynaldo Bignone
Reynaldo Bignone (21. ledna 1928, Morón, Argentina – 7. března 2018, Buenos Aires) byl argentinský diktátor, který byl v letech 1982–1983 faktickým prezidentem země (v době vojenské diktatury). Za zločiny proti lidskosti byl opakovaně odsouzen k mnohaletým trestům odnětí svobody včetně doživotí; naposledy v prosinci 2014 na dalších 16 let vězení za účast na odebírání dětí odpůrcům režimu.
V letech 1982–83, kdy fakticky zastával funkci prezidenta, udělil amnestii lidem odsouzeným za porušování lidských práv. Na jeho rozkaz byla před předáním moci demokraticky zvolenému nástupci Raúlu Alfonsínovi zničena dokumentace o mučení politických oponentů nebo jejich zmizení.

## Život
Narodil se 21. ledna 1928 v Morónu. Oženil se s Nildou Raquel Belém. 
Bignone byl ještě před svým prezidentstvím šéfem tajného internačního tábora v Campo de Mayo na okraji Buenos Aires, kudy prošlo na 5 000 členů opozice, z nichž většina je dosud pohřešována. Byla tam také zřízena tajná porodnice, kde byly zatčeným matkám odebírány děti a předávány pod jinou identitou členům vojenského režimu. O matkách se tvrdilo, že zemřely. 
Jako prezident vyhlásil amnestii na zločiny proti lidskosti. Obnovil práva na stávku a zničil dokumentaci o mučení politických oponentů. Proběhly za něj volby a moc byla předána Raúlu Alfosínovi.
Až dokonce života své činy obhajoval a označoval je za boj proti terorismu.[nedostupný zdroj]

## Odsouzení za zločiny proti lidskosti
Bignone byl poprvé odsouzen v dubnu 2010, a to ke 25 letům vězení. Důvodem byl jeho podíl na únosech, mučení a vraždách 56 lidí. O rok později byl za zločiny proti lidskosti odsouzen na doživotí.
Třetí rozsudek, který Bignonemu přidal k doživotí dalších 15 let, padl v prosinci 2011. Trestán byl opět za zločiny proti lidskosti; v tomto případě byl obviněn z 21 případů únosů a mučení. Podle soudu osobně dohlížel na týrání a mučení lidí v tajném vězeňském centru. V červenci 2012 byl odsouzen k 15 letům za svůj podíl na programu, v jehož rámci byly rodičům zadrženým vojenským režimem odebírány děti. V prosinci 2014 soud Bignonemu vyměřil dalších 16 let vězení za účast na odebírání dětí odpůrcům režimu. V květnu 2016 byl odsouzen na 20 let do vězení za svou účast v takzvané Operaci Cóndor, při které v 70. a 80. letech 20. století vlády několika jihoamerických zemí zabíjely své politické odpůrce.